# Municipio de Geneva (condado de Midland)
El municipio de Geneva (en inglés: Geneva Township) es un municipio ubicado en el condado de Midland en el estado estadounidense de Míchigan. En el año 2010 tenía una población de 1056 habitantes y una densidad poblacional de 11,32 personas por km².

## Geografía
El municipio de Geneva se encuentra ubicado en las coordenadas 43°41′18″N 84°31′56″O / 43.68833, -84.53222. Según la Oficina del Censo de los Estados Unidos, el municipio tiene una superficie total de 93.33 km², de la cual 91,94 km² corresponden a tierra firme y (1,48 %) 1,38 km² es agua.

## Demografía
Según el censo de 2010, había 1056 personas residiendo en el municipio de Geneva. La densidad de población era de 11,32 hab./km². De los 1056 habitantes, el municipio de Geneva estaba compuesto por el 98,11 % blancos, el 0,19 % eran afroamericanos, el 0,47 % eran amerindios, el 0,28 % eran de otras razas y el 0,95 % eran de una mezcla de razas. Del total de la población el 1,89 % eran hispanos o latinos de cualquier raza.